# 토로페츠

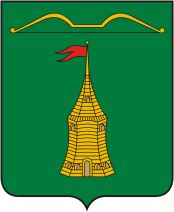
시 문장

토로페츠(러시아어: Торо́пец)는 러시아 트베리주 서부에 위치한 도시로, 인구는 14,600명(2002년 기준)이다. 트베르차 강과 접하며 트베리(트베리 주의 주도)에서 서쪽으로 600km 정도 떨어진 곳에 위치한다.
1074년 연대기에 처음 등장했고 1777년 러시아 제국에 편입되면서 프스코프주의 일부가 되었다. 1935년 행정 구역 개편 때 칼리닌 주(현재의 트베리 주)로 편입되었다.